# Mircea David (fotbalist)
Mircea David (n. 16 octombrie 1914, Sinaia, Prahova, România – d. 12 octombrie 1993, Iași, România), supranumit  Il Dio - „Zeul”,  a fost un fotbalist român, care a jucat pentru clubul Venus București. A participat, cu echipa națională de fotbal a României, la Campionatul Mondial de Fotbal din 1938.
Era de profesie inginer. A fost înmormântat în Cimitirul Eternitatea din Iași.

## Titluri
- Divizia A: 1938-1939, 1939-1940.